# Лафит-Вигордан
Лафи́т-Вигорда́н (фр. Lafitte-Vigordane, окс. La Hita Bigordana) — коммуна во Франции, находится в регионе Юг — Пиренеи. Департамент — Верхняя Гаронна. Входит в состав кантона Ле-Фусре. Округ коммуны — Мюре.
Код INSEE коммуны — 31261.

## География
Коммуна расположена приблизительно в 630 км к югу от Парижа, в 45 км к юго-западу от Тулузы.
На северо-западе коммуны протекает река Луж.

## Климат
Климат умеренно-океанический. Зима мягкая и снежная, весна характеризуется сильными дождями и грозами, лето сухое и жаркое, осень солнечная. Преобладают сильные юго-восточные и северо-западные ветры.

## Население
Население коммуны на 2010 год составляло 1059 человек.
| 1962 | 1968 | 1975 | 1982 | 1990 | 1999 | 2010 |
| ---- | ---- | ---- | ---- | ---- | ---- | ---- |
| 462  | 426  | 470  | 456  | 529  | 653  | 1059 |

## Администрация
| Период | Период | Фамилия      | Партия                  | Примечания |
| ------ | ------ | ------------ | ----------------------- | ---------- |
| 1995   | 2014   | Франсуа Гуаз | Социалистическая партия |            |
| 2014   | 2020   | Карин Брюн   | беспартийная            |            |

## Экономика
В 2010 году среди 651 человека трудоспособного возраста (15—64 лет) 522 были экономически активными, 129 — неактивными (показатель активности — 80,2 %, в 1999 году было 71,0 %). Из 522 активных жителей работали 477 человек (269 мужчин и 208 женщин), безработных было 45 (14 мужчин и 31 женщина). Среди 129 неактивных 55 человек были учениками или студентами, 41 — пенсионерами, 33 были неактивными по другим причинам.

## Достопримечательности
- Замок Лафит-Вигордан. Исторический памятник с 1991 года[4]
- Церковь Нотр-Дам

## Фотогалерея

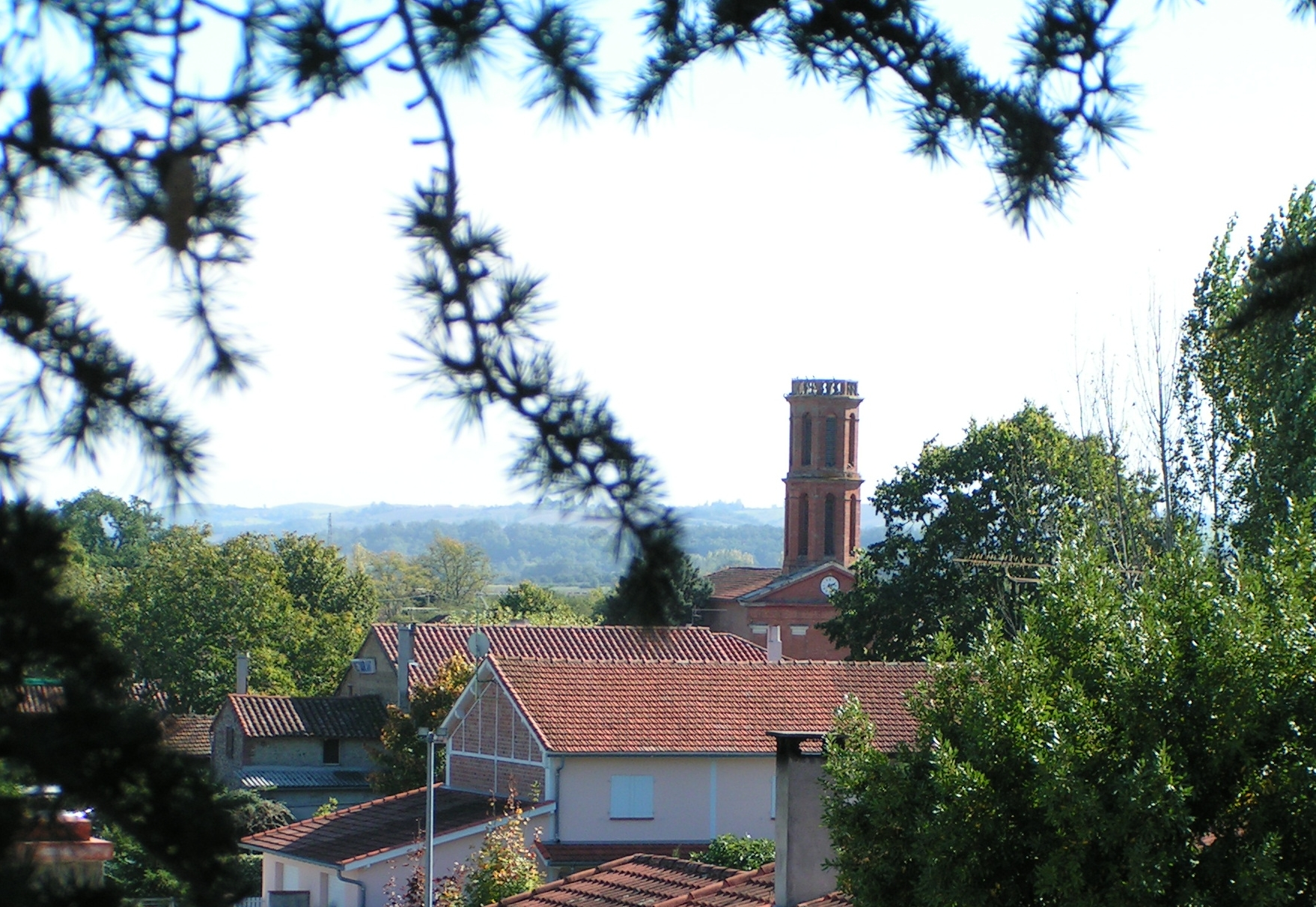
Лафит-Вигордан
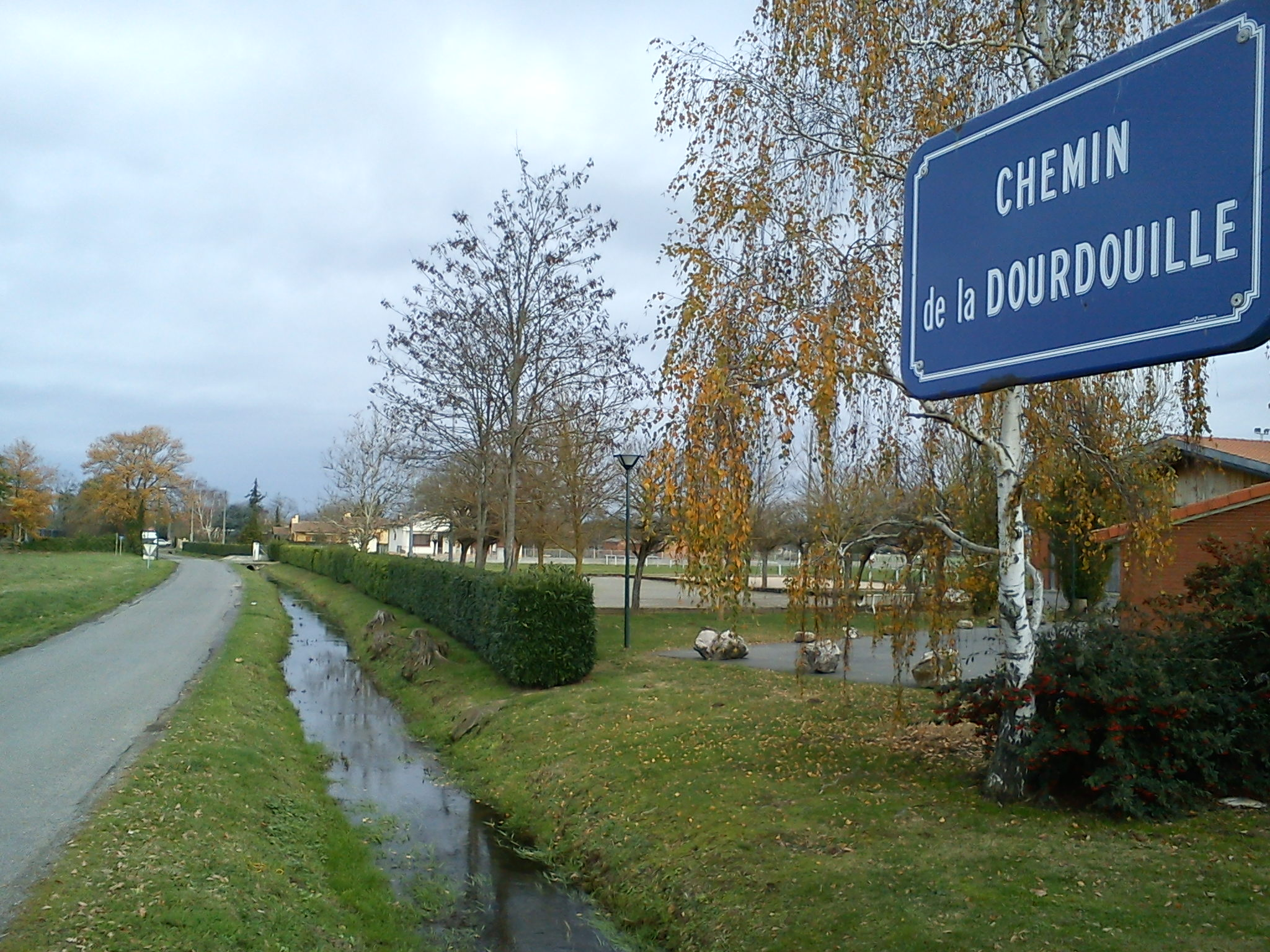
Дорога Ла-Дурдуй
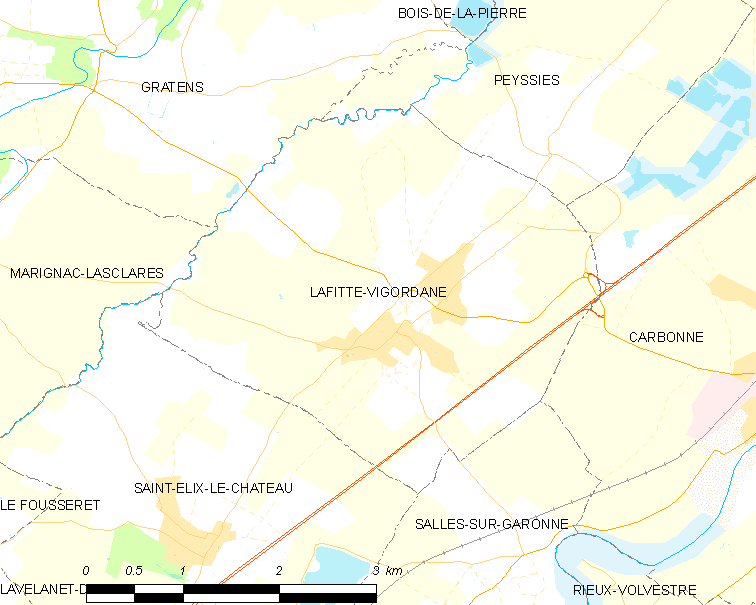
Карта коммуны